# Aethomys hindei
Aethomys hindei — вид мишоподібних гризунів родини мишеві (Muridae). Вид поширений у Центральній Африці від Камеруну до Ефіопії. Мешкає у тропічних та субтропічних вологих лісах, саванах та скелястих місцевостях. Тіло сягає 135-190 мм завдовжки, хвіст — 121-186 мм, вага до 150 г. Самиця народжує 3-4 малят, які через 21-23 днів стають самостійними.